# Dolceamaro
Dolceamaro è un singolo di Cristiano Malgioglio, con la partecipazione di Barbara D'Urso, uscito nel 2019.

## Descrizione
Si tratta di un rifacimento del brano Dolceamaro, scritto da Claudio Gizzi e Fernando Ciucci, interpretato da Barbara D'Urso nel 1980.

## Il video
Il 6 maggio 2019 esce il video della canzone diretto dal regista Gaetano Morbioli (al suo attivo molti video per grandi nomi come Emma Marrone, Tiziano Ferro e Laura Pausini) che in breve tempo raggiunge oltre 6 milioni di visualizzazioni su YouTube. Il video è interpretato dagli stessi Cristiano Malgioglio e Barbara D'Urso.

## Accoglienza
Dopo O maior golpe do mundo (mi sono innamorato di tuo marito) e Danzando Danzando per la terza estate consecutiva Cristiano Malgioglio registra ancora una grande accoglienza da parte del pubblico scalando le classifiche di iTunes e totalizzando oltre 6 milioni di visualizzazioni sulla piattaforma YouTube grazie anche alla partecipazione in molte trasmissioni televisive dove presenta Dolceamaro.

## Tracce
1. Dolceamaro – 3:47 (testo: Cristiano Malgioglio, F. Ciucci – musica: C. Gizzi, F. Ciucci)

## Formazione
- Cristiano Malgioglio - voce
- Barbara D'Urso - cori